# B'z The "Mixture"
『B'z The "Mixture"』（ビーズ・ザ・ミクスチャー）は、日本の音楽ユニット・B'zが2000年2月23日にリリースした公認裏ベスト・アルバムである。

## 概要
通称「パール盤」。
アルバム未収録となっていたシングルの2nd beatや未発表曲、再録やリミックスなどを行った楽曲で構成された、文字通りの「混合アルバム」である。バージョン違いを含め全曲アルバム初収録曲となっている。
B'z自身はこのアルバムを「裏ベスト」や「B面集」といった呼び方はせずに「マスト・アルバム」と捉えている。
なお、このアルバムにはボーナス・トラックがあり、2000年2月から3月までの期間限定で開設された「BZ-MIXTURE.COM」というサイトでのみ配布された「B'z Media Player」をパソコンにインストールし、CDをパソコンに入れると未発表の楽曲が聴けた。
本作は『B'z The Best "Pleasure"』『B'z The Best "Treasure"』同様スリーブケース仕様であるが、1つはパッケージの裏に松本・稲葉の顔写真が載っており、モンタージュ風に2人の顔が混合されている物と、もう1つはアルバム名と曲名が書いてある細長い物と2種類ある。
初回生産特典としてB'zのロゴと松本・稲葉の顔写真がついたルービックキューブ「B'z CUBE」が付属していた。二次出荷特典としては、B'zの新旧ロゴが施された携帯電話用電磁波防止シール（計5種類）が封入されている。
第15回日本ゴールドディスク大賞でロック・アルバム・オブ・ザ・イヤーを受賞した。

### 「Mixture style」と「Mixture mix」について
- 「Mixture style」は新たにレコーディングされたものである[9]。ドラムやベースの音が打ち込みから生音に変更されており、またほとんどの曲はギターの音が重くなっている。「だからその手を離して」のように大幅にアレンジされた曲もあり、初期の楽曲に施されている。
- 「Mixture mix」は既存の楽曲をリミックスしたもの[9]で、ほとんどの曲は左右の音の振り分けが変わっている。

### 発売元に関して
アルバムの原盤権はビーイングが保有し、発売元は「BMGファンハウス」（現・アリオラジャパン）のビーイング専用レーベルBERG レーベルからの発売となっている。しかし、このアルバムは公式ページのディスコグラフィにも入れられており、選曲には全て本人が関わっている公式アルバムである。
本作の配信が行われていたのは、長年着うた・着うたフル（いずれも一部楽曲）とビーイングが運営している配信サイト「BEING GIZA STUDIO」のみとなっていたが、2021年5月21日のサブスクリプションサービス解禁に伴い、本作も各配信サービスでの配信が開始となった。

## プロモーション
本作発売同日にはニッポン放送のラジオ番組『B'zのオールナイトニッポン〜Media Mixture〜』に生出演した。同番組はインターネットでも中継され、同時アクセス数が14,600ストリームに達し、当時の日本記録を更新した。
東急百貨店東横店（2020年3月31日閉館）の屋上に、本作PR用の巨大オブジェが設置された。また、渋谷のQFRONT屋上からレーザー光線を放ち、夜空の雲をスクリーン代わりにB'zのロゴを描くという試みが行われた。曇り空が必須のため、晴天の場合はSHIBUYA109に写し出された。

## 収録曲
| 全作詞: 稲葉浩志、全作曲: 松本孝弘。 |                                          |           |            |                              |      |
| #                                    | タイトル                                 | 作詞      | 作曲・編曲 | 編曲                         | 時間 |
| 1.                                   | 「だからその手を離して -Mixture style-」 | 稲葉浩志  | 松本孝弘   | 松本孝弘・稲葉浩志           | 4:10 |
| 2.                                   | 「YOU & I -Mixture mix-」                | 稲葉浩志  | 松本孝弘   | 松本孝弘・稲葉浩志           | 4:07 |
| 3.                                   | 「OH! GIRL -Mixture style-」             | 稲葉浩志  | 松本孝弘   | 松本孝弘・明石昌夫           | 3:59 |
| 4.                                   | 「NEVER LET YOU GO -Mixture style-」     | 稲葉浩志  | 松本孝弘   | 松本孝弘・明石昌夫           | 5:45 |
| 5.                                   | 「JOY -Mixture mix-」                    | 稲葉浩志  | 松本孝弘   | 松本孝弘・明石昌夫           | 3:41 |
| 6.                                   | 「今では…今なら…今も… -Mixture style-」  | 稲葉浩志  | 松本孝弘   | 松本孝弘・明石昌夫           | 5:21 |
| 7.                                   | 「孤独のRunaway -Mixture style-」        | 稲葉浩志  | 松本孝弘   | 松本孝弘・明石昌夫           | 5:00 |
| 8.                                   | 「MOVE」                                 | 稲葉浩志  | 松本孝弘   | 松本孝弘・稲葉浩志           | 3:46 |
| 9.                                   | 「東京 -Mixture mix-」                   | 稲葉浩志  | 松本孝弘   | 松本孝弘・明石昌夫・池田大介 | 4:09 |
| 10.                                  | 「hole in my heart -Mixture mix-」       | 稲葉浩志  | 松本孝弘   | 松本孝弘・明石昌夫           | 3:19 |
| 11.                                  | 「KARA・KARA -Mixture mix-」             | 稲葉浩志  | 松本孝弘   | 松本孝弘・明石昌夫           | 3:46 |
| 12.                                  | 「FUSHIDARA 100％」                      | 稲葉浩志  | 松本孝弘   | 松本孝弘・稲葉浩志・池田大介 | 3:52 |
| 13.                                  | 「ビリビリ -Mixture mix-」               | 稲葉浩志  | 松本孝弘   | 松本孝弘・稲葉浩志・徳永暁人 | 3:33 |
| 14.                                  | 「Hi」                                   | 稲葉浩志  | 松本孝弘   | 松本孝弘・稲葉浩志           | 3:55 |
| 15.                                  | 「The Wild Wind」                        | 稲葉浩志  | 松本孝弘   | 松本孝弘・稲葉浩志           | 3:45 |
| 16.                                  | 「あなたならかまわない」                 | 稲葉浩志  | 松本孝弘   | 松本孝弘・稲葉浩志・徳永暁人 | 3:57 |
| 合計時間:                            | 合計時間:                                | 合計時間: | 66:05      |                              |      |

## 楽曲解説
1. だからその手を離して -Mixture style-
  - 27thシングル『今夜月の見える丘に』2nd beat。1stシングルの再録。
  - ハードロック調にアレンジされ、プロモーションでのテレビ出演で最も多く歌われた。
  - PVは、『The true meaning of "Brotherhood"?』収録のライブ映像と、『B'z LIVE-GYM '99 "Brotherhood"』の横浜国際総合競技場公演の映像を使ったフルバージョンとなっている。
2. YOU & I -Mixture mix-
  - 16thシングル『ねがい』2nd beat。
  - 原曲よりもデジタル音が目立たなくなり、ギターリフがより強調されている。
  - PVは、「love me, I love you」のMVのアウトテイクで構成されている。
3. OH! GIRL -Mixture style-
  - 2ndアルバム『OFF THE LOCK』の8曲目の再録。
  - 原曲に比べてギターの音が重くなり、アウトロはフェードアウトではなく、ライブで演奏されるアウトロとほぼ同じ構成になっている。なお、ギターソロは原曲と同じフレーズとなっている[15]。
  - PVは、1995年に行われた『B'z LIVE-GYM Pleasure '95 "BUZZ!!"』でのライブ映像で構成されている。
4. NEVER LET YOU GO -Mixture style-
  - 2ndアルバム『OFF THE LOCK』の3曲目の再録。
  - 原曲に比べてギターの音が太くなっている。
  - PVは、『FRIENDS Ⅱ』のアートワーク撮影時の映像で構成されている。
5. JOY -Mixture mix-
  - 12thシングル『愛のままにわがままに 僕は君だけを傷つけない』2nd beat。
  - 原曲よりもドラムがやや強調され、ラストのコーラスの音量が抑えられている。
  - PVは、『Calling』のジャケット撮影時の映像で構成されている。
6. 今では…今なら…今も… -Mixture style-
  - 3rdアルバム『BREAK THROUGH』の9曲目の再録。
  - アレンジは原曲に忠実[15]であるものの、全体的にギターの音が太くなり、ギターソロも変更されている。原曲では松本が担当したコーラスは、稲葉のものになっている。アウトロは本作で唯一、フェードアウトのままとなっている。
  - PVは、夜景と『LOOSE』の頃に撮影された映像で構成されている。
7. 孤独のRunaway -Mixture style-
  - 3rdミニ・アルバム『MARS』の1曲目の再録。
  - 原曲に比べてロック色が強くなり、松本のカッティング・ギターと稲葉のコーラスが目立つようになっている[15]。
  - PVは、1992年に行われた『B'z LIVE-GYM Pleasure '92 "TIME"』でのライブ映像で構成されている。
8. MOVE
  - 19thシングル『ミエナイチカラ 〜INVISIBLE ONE〜 / MOVE』2nd beat。原曲収録されており、アルバム初収録。
  - 本作で唯一のシングルA面曲[注釈 3]。
  - PVは、「Real Thing Shakes」のレコーディング時の映像で構成されている。
9. 東京 -Mixture mix-
  - 17thシングル『love me, I love you』2nd beat。
  - 原曲よりも全体的に楽器の音の重みが抑えられている。
  - PVは、橋のふもとに座るメンバー2人の映像で構成されている。
10. hole in my heart -Mixture mix-
  - 15thシングル『MOTEL』2nd beat。
  - 原曲よりもギター音が強調されている。
  - PVは、会報撮影時の映像で構成されている。
11. KARA・KARA -Mixture mix-
  - 13thシングル『裸足の女神』2nd beat。
  - 原曲よりもホーンが強調され、キャッチーさが増している。
  - PVは、1993年に行われた『B'z LIVE-GYM Pleasure '93 "JAP THE RIPPER"』でのライブ映像で構成されている。
12. FUSHIDARA 100％
  - 18thシングル『LOVE PHANTOM』2nd beat。原曲収録されており、アルバム初収録。曲終了後、すぐ次の曲に移る。
  - PVは、1996年に行われた『B'z LIVE-GYM '96 "Spirit LOOSE"』でのライブ映像で構成されている。
13. ビリビリ -Mixture mix- (3:34)
  - 23rdシングル『Liar! Liar!』2nd beat。
  - 序奏でのみカッティングの音量が下げられ、随所でディレイが強くなっている。
  - PVは、モノクロで稲葉が走っているシーン[注釈 4]で構成されている。
14. Hi
  - 24thシングル『さまよえる蒼い弾丸』2nd beat。原曲収録されており、アルバム初収録。
  - PVは、1998年に行われた『B'z LIVE-GYM '98 "SURVIVE"』でのライブ映像で構成されている。
15. The Wild Wind
  - 25thシングル『HOME』2nd beat。原曲収録されており、アルバム初収録。
  - PVは、「HOME」と同じく香港で撮影された。
16. あなたならかまわない
  - 未発表曲[16]。9thアルバム『SURVIVE』の頃のアウトテイク[9]。
  - ギターによるイントロの後、サビから始まる。ライブ未演奏。
  - PVは、本作のアートワークを用いた映像。

## 参加ミュージシャン
- 松本孝弘:ギター、全曲作曲・編曲
- 稲葉浩志:ボーカル、全曲作詞、編曲（#1.2.8.12-16）
- 明石昌夫:マニピュレーター（#5.10.11）、シンセサイザー（#3.4.6.7）、ベース（#5.8-11.12.14.15）、編曲（#3-7.9.10.11）
- 池田大介:マニピュレーター（#2.12）、シンセサイザー（#15）、編曲（#9.12）
- 徳永暁人:ベース・シンセサイザー（#16）、編曲（#13.16）
- 黒瀬蛙一:ドラム（#1.3.7）
- 山木秀夫:ドラム（#2.4.6.13-16）
- 青山純:ドラム（#9.10.11）
- そうる透:ドラム（#8）
- 田中一光:ドラム（#5）
- デニー・フォンハイザー:ドラム（#12）
- 満園庄太郎:ベース（#1.3.7）
- 中村“キタロー”幸司:ベース（#2.4.6）
- 小野塚晃:ピアノ（#2.9）、シンセサイザー（#2）、オルガン（#14.16）
- 増田隆宣:オルガン（#8.10.12）、モーグ（#12）
- 佐々木史郎:トランペット（#2）
- 小林太:トランペット（#2）
- 中路英明:トロンボーン（#2）
- 勝田かず樹:サックス（#2）
- 数原晋:トランペット（#10）
- 古村敏比古:サックス（#11）
- 大黒摩季:コーラス（#5）
- 古川真一:コーラス（#9）
- 飯島直子:Female Voice（#12）
- 大田紳一郎:コーラス（#14）
- 日色Strings:ストリングス（#2.5.9）
- 篠崎Strings:ストリングス（#15）